# Диффа (департамент)
Диффа (фр. Diffa) — департамент в одноимённом регионе Нигера. Административно состоит из городской коммуны Диффа, и сельских коммун Босо, Четимари, Гускеру и Тумур. Центром является город Диффа. Департамент Диффа граничит с Чадом, Нигерией, департаментами Нгигми и Маине-Сороа.